# A.R.D. Fairburn
Arthur Rex Dugard Fairburn, född 2 februari 1904 i Auckland, död 25 mars 1957, var en nyzeeländsk poet.

## Biografi
Fairburn föddes i Auckland och växte upp i Parnell och Green Bay. Han var skolkamrat med poeten R.A.K. Mason. Åren 1930–1932 tillbringade han i London, där han bland annat träffade sin blivande hustru och blev publicerad i New English Weekly. Åter i Nya Zeeland kom han fram till 1942 att arbeta som sekreterare för New Zealand farmers' union och därefter som manusförfattare för radio, innan han blev egenföretagare inom textiltryck. Från 1950 föreläste han i konsthistoria och konstteori vid Elam School of Art i Auckland.
Fairburn debuterade 1927 med en dikt skriven tillsammans med vännen Geoffrey Potocki de Montalk och gav ut sin första diktsamling 1930. Hans tidigaste dikter företräder en brittisk senromantik, men han blev därefter modernist. Fairburn förblev motvillig till intellektualisering av litteraturen och förespråkade en enkel poesi driven av passion. Dikterna kretsar ofta kring nyzeeländsk nationell identitet och samhällsfrågor. Till hans kändaste verk hör den långa dikten Dominion från 1938, som avhandlar politik, ekologi och andliga frågor.
Han har räknats till den politiska vänstern men förkastade marxismens materialism. Istället utvecklade han en religiöst präglad form av anarkism. Han använde sina plattformar och kontaktnät för att förespråka Clifford Hugh Douglas' teori om social kredit, som han ville införa i Nya Zeeland.

## Utgivet
- He shall not rise (1930)
- Dominion (1938)
- Poems, 1929–41 (1943)
- Walking on my feet (1945)
- Strange rendezview (1952)
- Three poems: Dominion, The voyage & To a friend in the wilderness (1952)